# Гвідо Бухвальд
Гвідо Бухвальд (нім. Guido Buchwald, нар. 24 січня 1961, Західний Берлін) — німецький футболіст, що грав на позиції захисника. По завершенні ігрової кар'єри — футбольний тренер.
Значну частину кар'єри провів у складі «Штутгарта», з яким став дворазовим чемпіоном Німеччини та володарем Суперкубка Німеччини, а також виступав за національну збірну Німеччини, у складі якої став чемпіоном світу.

## Клубна кар'єра
У дорослому футболі дебютував 1979 року виступами за «Штутгартер Кікерс», в якому провів чотири сезони у Другій Бундеслізі, взявши участь у 146 матчах чемпіонату.
Своєю грою за цю команду привернув увагу представників тренерського штабу «Штутгарта», до складу якого приєднався 1983 року і в першому ж сезоні, зігравши в усіх 34 матчах Бундесліги, допоміг «швабам» вперше за понад тридцять років стати чемпіонами ФРН. Всього відіграв за штутгартський клуб наступні одинадцять сезонів своєї ігрової кар'єри. Більшість часу, проведеного у складі «Штутгарта», був основним гравцем захисту команди, а 1992 року знову допоміг команді виграти титул чемпіона Німеччини та вперше стати володарем Суперкубка Німеччини.
Протягом 1994—1997 років захищав кольори команди японського клубу «Урава Ред Даймондс», причому у сезонах 1995 та 1996 Бухвальд входив до символічної збірної Джей-ліги.
Завершив професійну ігрову кар'єру у клубі «Карлсруе СК», за який виступав протягом 1997–1999 років.

## Виступи за збірні
1980 року залучався до складу молодіжної збірної ФРН. На молодіжному рівні зіграв у 1 офіційному матчі.
22 травня 1984 року дебютував в офіційних матчах у складі національної збірної ФРН в товариській грі проти збірної Італії і відразу був включений головним тренером бундестіму Юппом Дервалем до заявки на чемпіонат Європи 1984 року у Франції. На турнірі Гвідо зіграв у двох з трьох матчах, але збірна не змогла вийти з групи. А через місяць Бухвальд був включений до заявки футбольної збірної на Олімпійських іграх в Лос-Анжелесі, де зіграв у усіх чотирьох матчах збірної і дійшов з нею до чвертьфіналу.
В подальшому у складі збірної був учасником домашнього чемпіонату Європи 1988 року, чемпіонату світу 1990 року в Італії, здобувши того року титул чемпіона світу.
Після возз'єднання Німеччини став грати за об'єднану збірну, у складі якої був учасником чемпіонату Європи 1992 року у Швеції, де разом з командою здобув «срібло», та чемпіонату світу 1994 року у США.
Всього протягом кар'єри у національній команді, яка тривала 10 років, провів у формі головної команди країни 76 матчів, забивши 4 голи.

## Кар'єра тренера
Розпочав тренерську кар'єру, повернувшись до футболу після невеликої перерви, 2004 року, очоливши тренерський штаб клубу «Урава Ред Даймондс». Разом з сайтамською командою 2006 року вперше в її історії став чемпіоном Японії, за що був визнаний найкращим тренером чемпіонату.

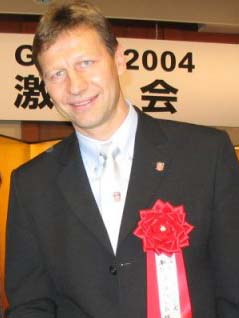
Гвідо Бухвальд під час тренування «Урава Ред Даймондс». 2004 рік

В липні 2007 року очолив «Алеманію» (Аахен), яка тільки-но вилетіла з Бундесліги, проте тренував команду недовго і вже в листопаді того ж року покинув клуб.
Наразі останнім місцем тренерської роботи був рідний «Штутгартер Кікерс», команду якого Гвідо Бухвальд недовго очолював як в. о. головного тренера 2012 року після уходу Дірка Шустера.

## Статистика

### Клубна
| Чемпіонат | Чемпіонат            | Чемпіонат        | Ліга | Ліга                            | Кубок            | Кубок            | Кубок ліги           | Кубок ліги           | Всього | Всього |
| Сезон     | Клуб                 | Ліга             | Ігри | Голи                            | Ігри             | Голи             | Ігри                 | Голи                 | Ігри   | Голи   |
| Німеччина | Німеччина            | Німеччина        | Ліга | Ліга                            | Кубок Німеччини  | Кубок Німеччини  | Кубок німецької ліги | Кубок німецької ліги | Всього | Всього |
| --------- | -------------------- | ---------------- | ---- | ------------------------------- | ---------------- | ---------------- | -------------------- | -------------------- | ------ | ------ |
| 1979/80   | «Штутгартер Кікерс»  | Друга Бундесліга | 33   | 1                               |                  |                  |                      |                      | 33     | 1      |
| 1980/81   | «Штутгартер Кікерс»  | Друга Бундесліга | 38   | 8                               |                  |                  |                      |                      | 38     | 8      |
| 1981/82   | «Штутгартер Кікерс»  | Друга Бундесліга | 38   | 5                               |                  |                  |                      |                      | 38     | 5      |
| 1982/83   | «Штутгартер Кікерс»  | Друга Бундесліга | 37   | 4                               |                  |                  |                      |                      | 37     | 4      |
| 1983/84   | «Штутгарт»           | Бундесліга       | 34   | 3                               |                  |                  |                      |                      | 34     | 3      |
| 1984/85   | «Штутгарт»           | Бундесліга       | 15   | 4                               |                  |                  |                      |                      | 15     | 4      |
| 1985/86   | «Штутгарт»           | Бундесліга       | 32   | 1                               |                  |                  |                      |                      | 32     | 1      |
| 1986/87   | «Штутгарт»           | Бундесліга       | 33   | 2                               |                  |                  |                      |                      | 33     | 2      |
| 1987/88   | «Штутгарт»           | Бундесліга       | 30   | 1                               |                  |                  |                      |                      | 30     | 1      |
| 1988/89   | «Штутгарт»           | Бундесліга       | 30   | 1                               |                  |                  |                      |                      | 30     | 1      |
| 1989/90   | «Штутгарт»           | Бундесліга       | 28   | 5                               |                  |                  |                      |                      | 28     | 5      |
| 1990/91   | «Штутгарт»           | Бундесліга       | 21   | 3                               |                  |                  |                      |                      | 21     | 3      |
| 1991/92   | «Штутгарт»           | Бундесліга       | 37   | 5                               |                  |                  |                      |                      | 37     | 5      |
| 1992/93   | «Штутгарт»           | Бундесліга       | 33   | 1                               |                  |                  |                      |                      | 33     | 1      |
| 1993/94   | «Штутгарт»           | Бундесліга       | 32   | 2                               |                  |                  |                      |                      | 32     | 2      |
| Японія    | Японія               | Японія           | Ліга | Ліга                            | Кубок Імператора | Кубок Імператора | Кубок Джей-ліги      | Кубок Джей-ліги      | Всього | Всього |
| 1994      | «Урава Ред Даймондс» | Джей-ліга        | 20   | 2                               | 3                | 0                | 2                    | 0                    | 25     | 2      |
| 1995      | «Урава Ред Даймондс» | Джей-ліга        | 51   | 4                               | 3                | 0                | -                    | -                    | 54     | 4      |
| 1996      | «Урава Ред Даймондс» | Джей-ліга        | 24   | 3                               | 4                | 0                | 12                   | 0                    | 40     | 3      |
| 1997      | «Урава Ред Даймондс» | Джей-ліга        | 32   | 2                               | 0                | 0                | 6                    | 0                    | 38     | 2      |
| Німеччина | Німеччина            | Німеччина        | Ліга | Ліга                            | Кубок Німеччини  | Кубок Німеччини  | Кубок німецької ліги | Кубок німецької ліги | Всього | Всього |
| 1997/98   | «Карлсруе СК»        | Бундесліга       | 9    | 0                               |                  |                  |                      |                      | 9      | 0      |
| 1998/99   | «Карлсруе СК»        | Друга Бундесліга | 31   | 3                               |                  |                  |                      |                      | 31     | 3      |
| Країна    | Німеччина            | Німеччина        | 511  | 49\|\|\|\|\|\|\|\|\|\|511\|\|49 |                  |                  |                      |                      |        |        |
| Країна    | Японія               | Японія           | 127  | 11                              | 10               | 0                | 20                   | 0                    | 157    | 11     |
| Всього    | Всього               | Всього           | 638  | 60                              | 10               | 0                | 20                   | 0                    | 668    | 60     |

### Збірна
| Збірна Німеччини | Збірна Німеччини | Збірна Німеччини |
| Роки             | Ігри             | Голи             |
| ---------------- | ---------------- | ---------------- |
| 1984             | 3                | 0                |
| 1985             | 0                | 0                |
| 1986             | 7                | 0                |
| 1987             | 7                | 0                |
| 1988             | 6                | 0                |
| 1989             | 6                | 0                |
| 1990             | 12               | 0                |
| 1991             | 6                | 1                |
| 1992             | 13               | 1                |
| 1993             | 10               | 2                |
| 1994             | 6                | 0                |
| Всього           | 76               | 4                |

## Титули і досягнення

### Як гравця
- Чемпіон Німеччини (2):

«Штутгарт»: 1983-84, 1991-92
- Володар Суперкубка Німеччини (1):

«Штутгарт»: 1992
- Чемпіон світу (1):

ФРН: 1990
- Віце-чемпіон Європи: 1992

### Як тренера
- Чемпіон Японії (1):

«Урава Ред Даймондс»: 2006
- Володар Суперкубка Японії (1):

«Урава Ред Даймондс»: 2006
- Володар Кубка Імператора (2):

«Урава Ред Даймондс»: 2005, 2006

### Особисті
- У символічній збірній Джей-ліги: 1995, 1996